# Aicha Sidibe
Aicha Sidibe (née le 3 décembre 1995) est une joueuse sénégalaise de basket-ball, au poste de pivot. Elle est membre de l'équipe du Sénégal de basket-ball féminin et a participé au championnat d’Afrique de basket-ball féminin 2017.

## Palmarès
- Médaille d'argent du Championnat d’Afrique de basket-ball féminin 2017